# Israel Fernández
Israel Fernández Muñoz (Corral de Almaguer, Toledo; 16 de marzo de 1989) es un cantaor, compositor y músico español de flamenco de origen gitano. Ha sido galardonado con un premio Odeón al mejor álbum de flamenco por Amor (2021) y nominado a los premios Grammy Latinos como mejor álbum de música flamenca (2021).

## Biografía
Israel Fernández nació en el seno de una familia gitana andaluza establecida en Corral de Almaguer (Toledo). Su origen y educación cultural pronto despertaron su interés musical y su amor por el flamenco. Desde muy joven desarrolló sus habilidades por el cante, ganando su primer concurso de televisión a los once años: Tu gran día de Televisión Española.

## Recorrido
En 2008 publicó su primer álbum de estudio Naranjas sobre la nieve, producido por el pianista Pedro Ojesto, y seis años más tarde, en 2004 publicó Con hilo de oro fino, su segundo álbum producido por el guitarrista Antonio Rey.
Universo Pastora (Universal Music, 2018), su tercer álbum, ofrece tangos, seguiriyas, bulerías o fandangos, acompañado por las guitarras de Carlos de Jacoba, Joni Jiménez, Jesús del Rosario y Juan Carmona, además del zapateado de Sara Baras.
En 2020 publicó Amor junto al guitarrista Diego del Morao. En este disco, Fernández escribe y compone todos las canciones. También participan a las palmas Juan Grande, Manuel Cantarote y Luis de Periquín. Y en las percusiones, Piraña, de nuevo De Periquín y Chaboli.
En septiembre de 2021, se edita La inocencia. Un disco de vinilo de 7" con la colaboración del Guincho, Rosalía, FKA Twigs, Diego Amador y Del Morao.
En agosto de 2022 participó en Flamenco on fire (Pamplona), donde presentó «Ópera flamenca», junto con el guitarrista Diego del Morao.

## Reconocimientos
Amor entró en el top 7 de las listas oficiales de ventas, fue galardonado con un premio Odeón como mejor álbum de flamenco y figuró en las listas de mejores discos de 2020 de medios relevantes como Rockdelux, Mondosonoro y El País. También ha aparecido como uno de los cinco mejores discos de flamenco de 2021 en ABC y ha sido nominado a los premios Grammy Latinos como mejor álbum de música flamenca.
En 2020 ganó el premio del Público en el Festival de Cine Internacional In-Edit por el documental sobre su faceta musical Canto porque tengo que vivir. También ha colaborado con artistas como Pablo Alborán en el especial de Nochebuena de 2020 de Televisión Española, o Nawja Nimri en su álbum Ama.
El 22 de noviembre de 2021 publicó el tema «Fiesta (Bulería)» en el canal internacional de YouTube de Colors, y se convirtió así en uno de los pocos artistas españoles (junto a María José Llergo y Sen Senra) en grabar para esta plataforma.

## Discografía

### Álbumes de estudio
- Naranjas sobre la nieve (2008)
- Con hilo de oro fino (2014)
- Universo Pastora (2018)
- Amor (2020)
- La inocencia (2021)
- Pura sangre (2023)
- Por amor al cante (2024) (con Antonio el Relojero)

### En directo
- «Fiesta (Bulería)» - A Colors Show

## Premios
| Año  | Trabajo                      | Premio                                                      | Categoría                      | Resultado |
| ---- | ---------------------------- | ----------------------------------------------------------- | ------------------------------ | --------- |
| 2021 | Amor                         | Odeón                                                       | Mejor álbum flamenco           | Ganador   |
| 2021 | Amor                         | Grammy Latino                                               | Mejor álbum de música flamenca | Nominado  |
| 2020 | Canto porque tengo que vivir | Premio del Público - Festival de Cine Internacional In-Edit | Documental                     | Ganador   |